# Tulle
Tulle is een stad en gemeente in het Franse departement Corrèze, waar het tevens de prefectuur van is. De gemeente telde 13.602 inwoners op 1 januari 2022. Hiermee is het na Brive-la-Gaillarde de grootste stad van het departement. Tulle ligt aan de Corrèze en is de zetel van het bisdom Tulle.
Ooit was Tulle het centrum van de productie van kant (tule is naar de stad is genoemd) en van wapens. Tegenwoordig worden in de stad accordeons en meubels geproduceerd.

## Bezienswaardigheden
De kathedraal Notre-Dame dateert uit de 12e eeuw en werd in 1796 zwaar beschadigd toen het koor en het transept instortten. Het schip werd daarna met een rechte muur afgesloten. De toren van de kathedraal is 75 meter hoog en werd gebouwd van de 12e tot de 14e eeuw. In de kerk bevindt zich een beeld van Johannes de Doper uit de 16e eeuw, dat zeer vereerd wordt.
In het oude centrum bevinden zich huizen uit de middeleeuwen en de renaissance. Het opvallendste huis is het Maison de Loyac uit het begin van de 16e eeuw.

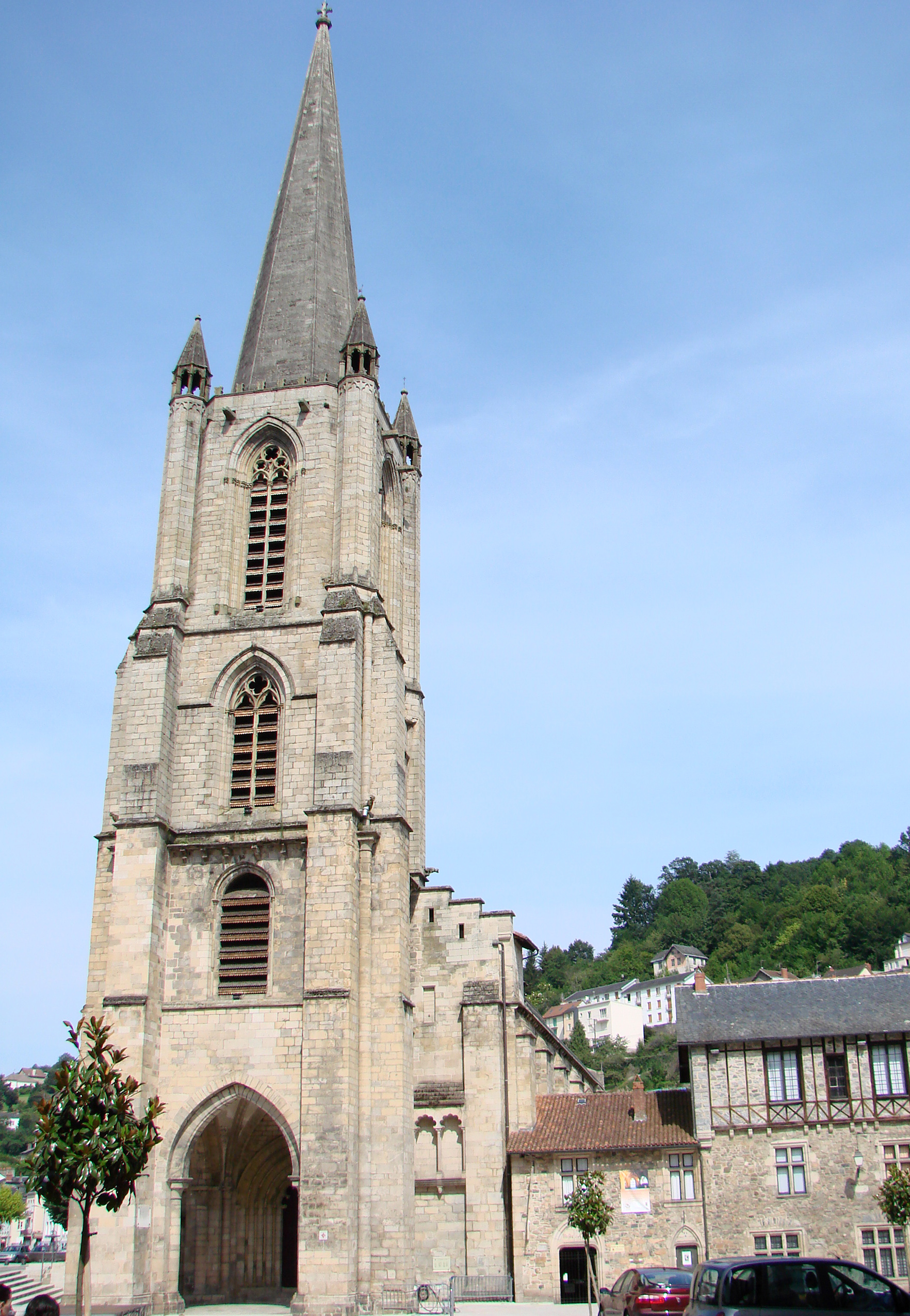
Kathedraal Notre-Dame
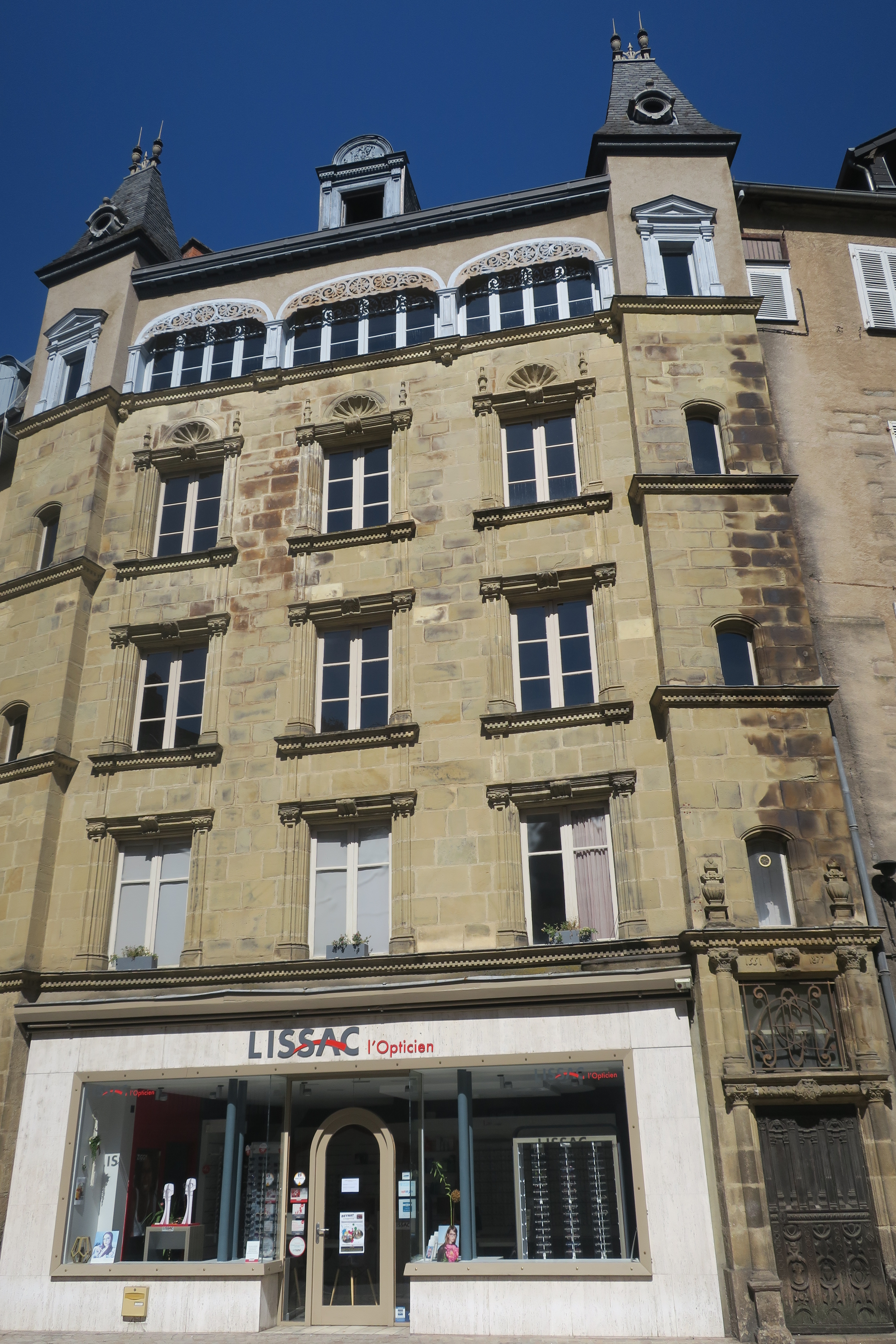
Maison Lauthonie
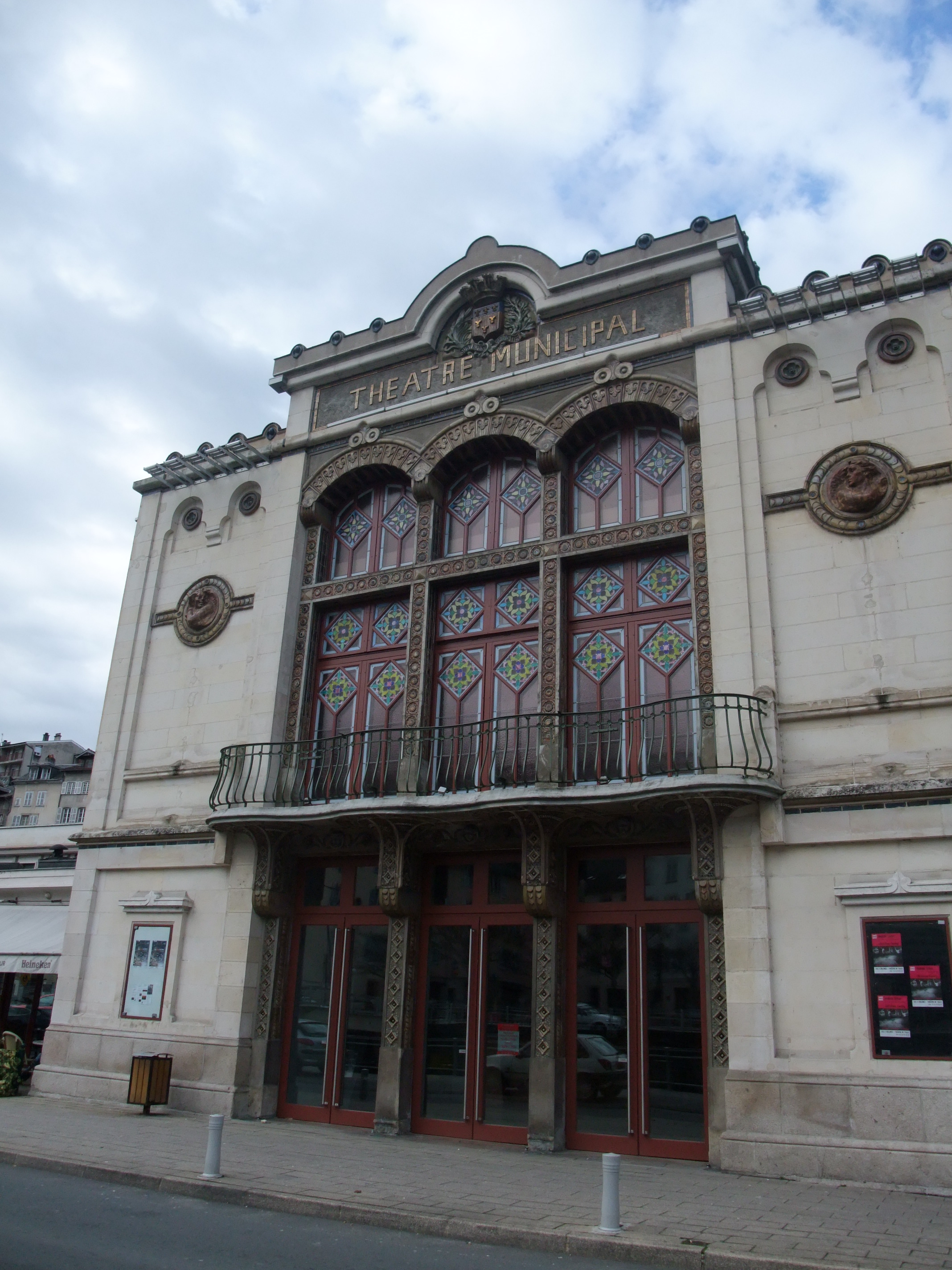
Gemeentelijk theater
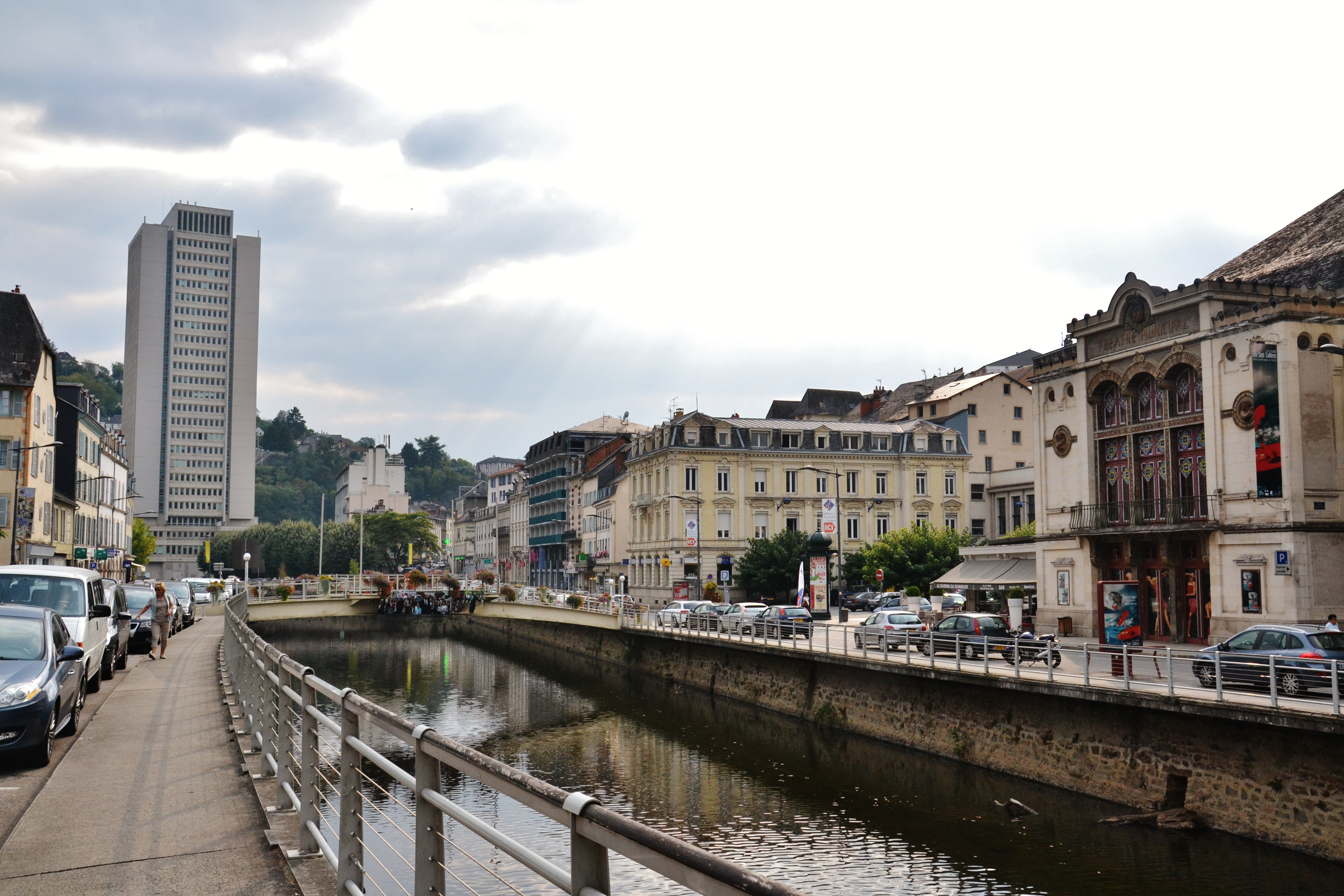
De Corrèze met links de toren van de cité administrative en rechts het theater
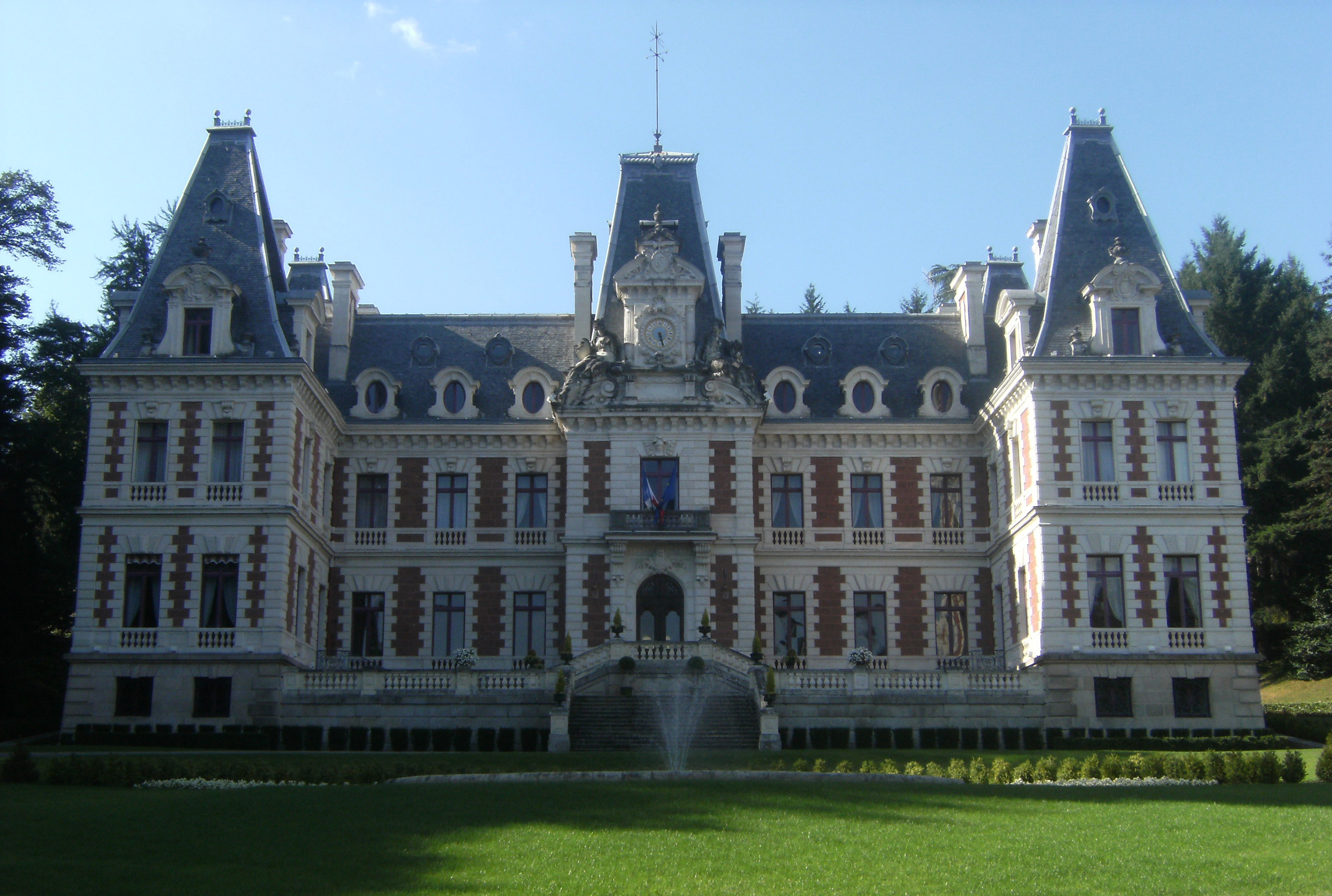
Gebouw van de prefectuur
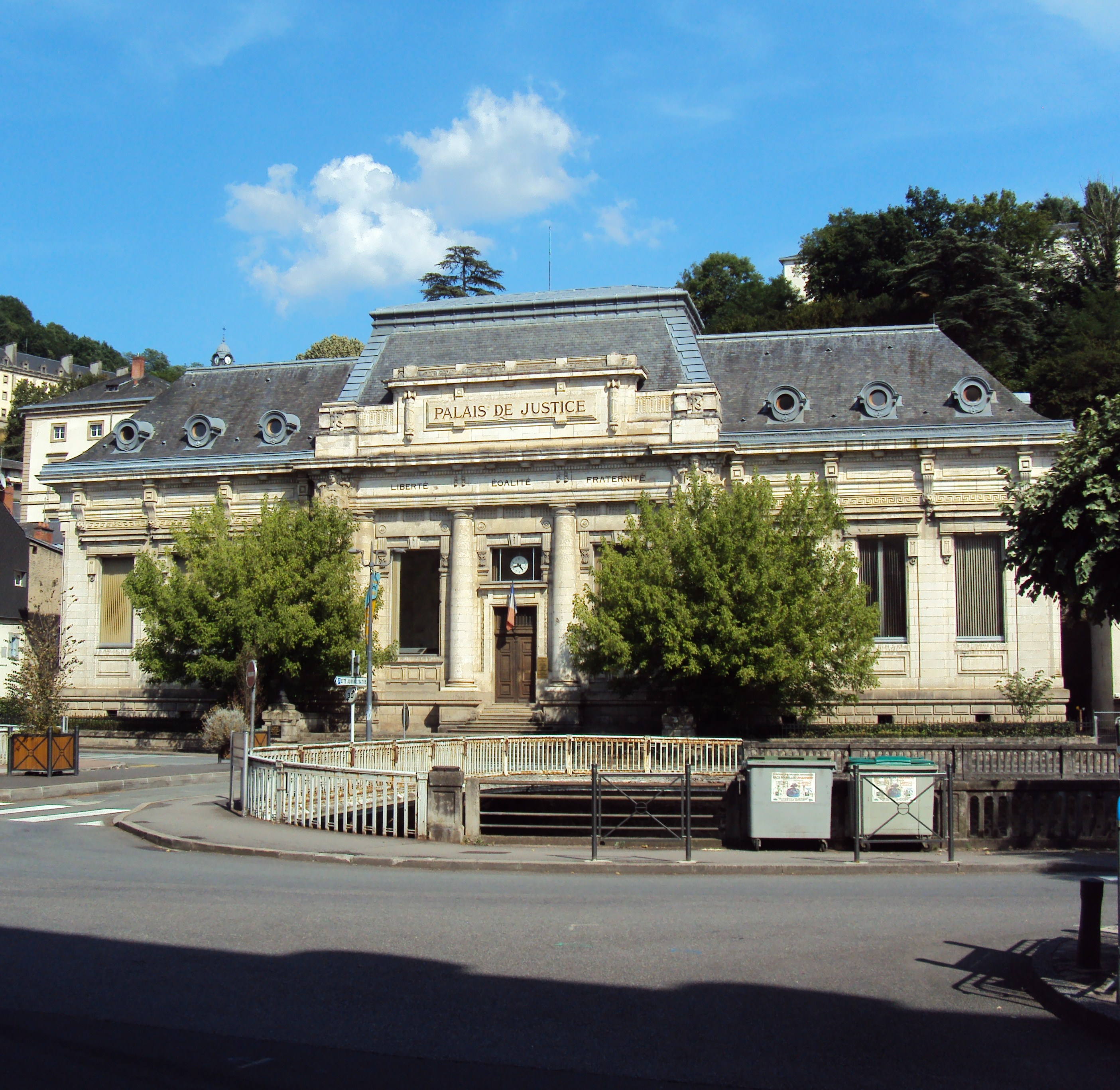
Gerechtsgebouw
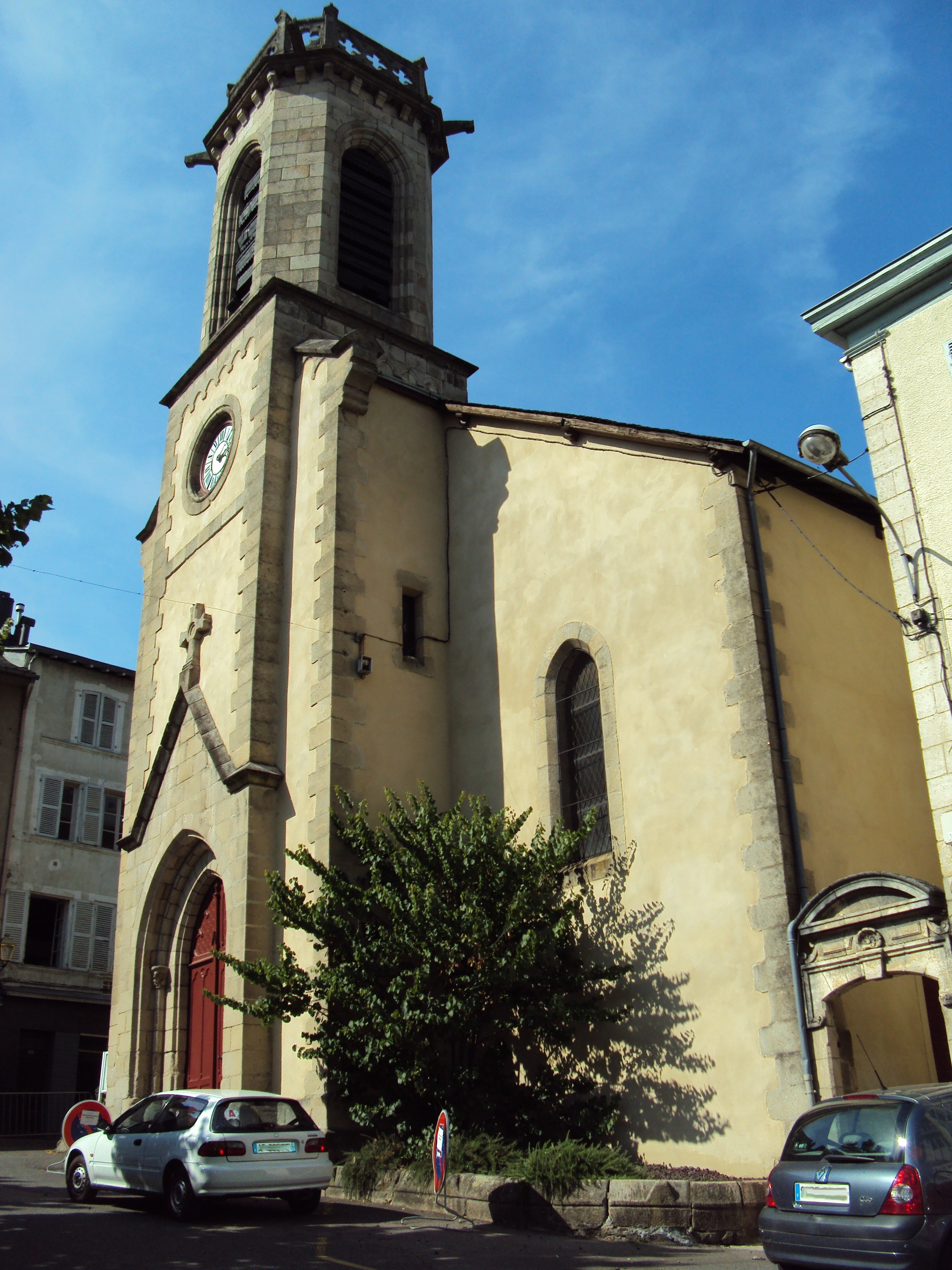
Kerk Saint-Jean

## Geschiedenis
Op de rotsheuvel Puy-Saint-Clair tussen de valleien van de Corrèze en de Solane bouwde de Galliërs voor onze jaartelling een oppidum, een versterkte plaats. Hier stond tijdens de Gallo-Romeinse periode een tempel gewijd aan de godheid Tutela.

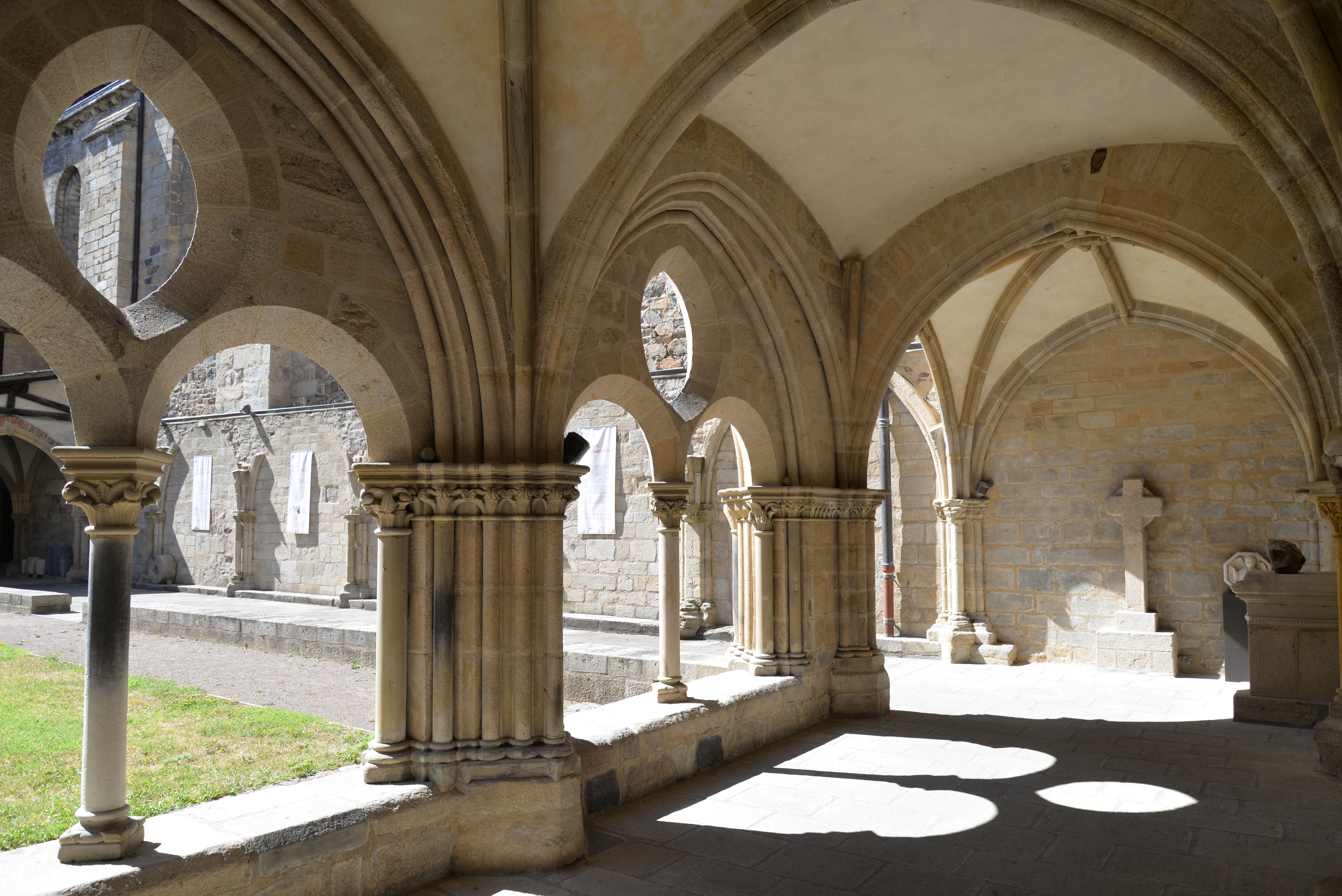
Klooster bij de kathedraal

Mogelijk al in de 4e eeuw maar meer waarschijnlijk in de 7e eeuw kwam er een klooster in Tulle. Hierrond ontstond een nederzetting. In de 8e eeuw had dit klooster te lijden onder de invallen van de Saracenen. De benedictijner abdij Saint-Martin leefde weer op vanaf de 10e eeuw dankzij de steun van machtige heersers. In 1103 werd begonnen met de bouw van een nieuwe abdijkerk. De middeleeuwse stad was ommuurd en bestond uit twee delen: een wijk rond de abdij en een wijk op de heuvel Puy-Saint-Clair rond het kasteel van de burggraaf van Tulle.
In 1317 werd door paus Johannes XXII het bisdom Tulle opgericht dat Bas-Limousin omvatte. De abdijkerk werd de kathedraal van het bisdom. In 1514 werd de abdij geseculariseerd en omgevormd in een kathedraalkapittel. Al in de 15e eeuw groeide de stad tot buiten haar stadsmuren. Vooral in de 16e eeuw kende de stad voorspoed dankzij de handel. In de 17e eeuw kwam de wapenindustrie op in Tulle. Met behulp van waterkracht werden onder andere haakbussen geproduceerd. In 1777 werd een koninklijke manufactuur voor wapens opgericht. In diezelfde 17e eeuw ontstond ook de kantsteek point de Tulle, en werd de stad een centrum voor de productie van kant. Vanaf het einde van de 18e eeuw ging deze nijverheid door de mechanisatie verloren.
Na de Franse Revolutie werd Tulle de prefectuur van het departement Corrèze. Het bisschoppelijk paleis en de kerk Saint-Julien werden afgebroken. De kathedraal werd geplunderd in 1793 en vervolgens gebruikt als wapenfabriek. Er waren plannen om de kathedraal af te breken maar dit werd verhinderd door de bevolking. Door ondoordachte werken stortte de koepel boven de transept in.
In 1919 werd de manufactuur Maugein geopend waar op industriële schaal accordeons werden gemaakt. De wapenindustrie groeide en tijdens het interbellum stelde de Manufacture Nationale d'Armes tot 4.700 personen te werk.

### Tweede Wereldoorlog
Tijdens de Tweede Wereldoorlog lag de stad in Vichy-Frankrijk, dat vanaf eind 1942 werd bezet door Duitse troepen. Het Franse verzet was sterk aanwezig op het platteland rond Tulle en ontving wapens via droppings door de geallieerden. Na de landingen in Normandië (6 juni 1944) viel de communistische verzetsgroep FTP het Duitse garnizoen van Tulle aan. Er werd gedurende twee dagen hevig gevochten.
Op 9 juni 1944 vond in de stad het Bloedbad van Tulle plaats. Troepen van de 2. SS-Panzer-Division Das Reich op weg naar Normandië en de Sipo-SD arresteerden als represaille voor de verzetsactie alle mannen tussen 16 en 60 jaar oud. Van hen werden 99 personen ter plaatse opgehangen en in de daaropvolgende dagen werden 149 anderen afgevoerd naar Dachau, waarvan er 101 omkwamen. Dezelfde divisie was kort daarop betrokken bij het Bloedbad van Oradour-sur-Glane.

### Recente geschiedenis
In 1968 werd Tulle getroffen door een zware overstroming. Na het einde van de Koude Oorlog, in de jaren 1990, sloot de wapenfabriek de deuren.

## Geografie
De oppervlakte van Tulle bedroeg op 1 januari 2022 24,44 vierkante kilometer; de bevolkingsdichtheid was toen 556,5 inwoners per km².
De Solane mondt uit in de Corrèze in Tulle.
De onderstaande kaart toont de ligging van Tulle met de belangrijkste infrastructuur en aangrenzende gemeenten.

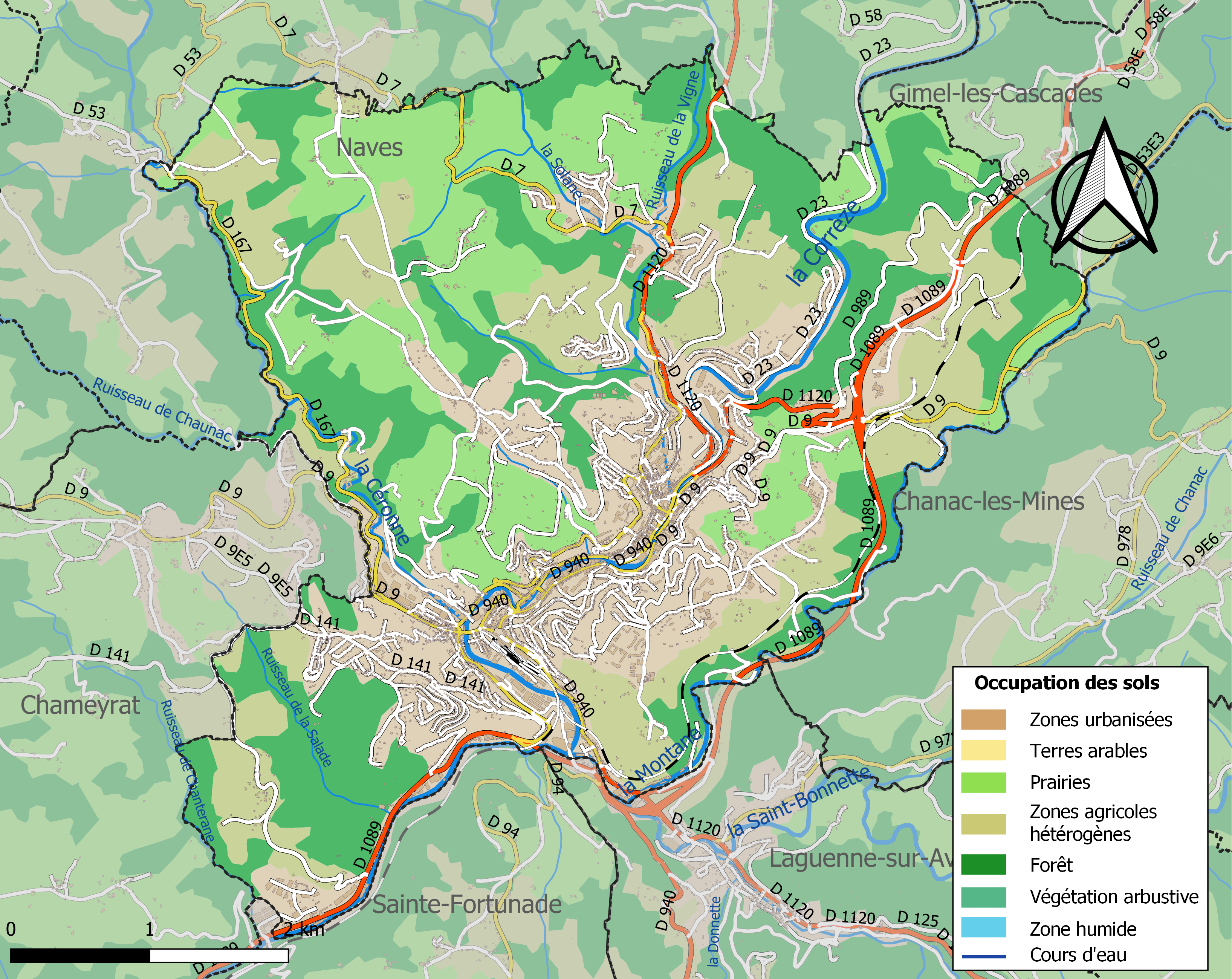

## Demografie
Onderstaande figuur toont het verloop van het inwonertal (bron: INSEE-tellingen).

## Verkeer en vervoer

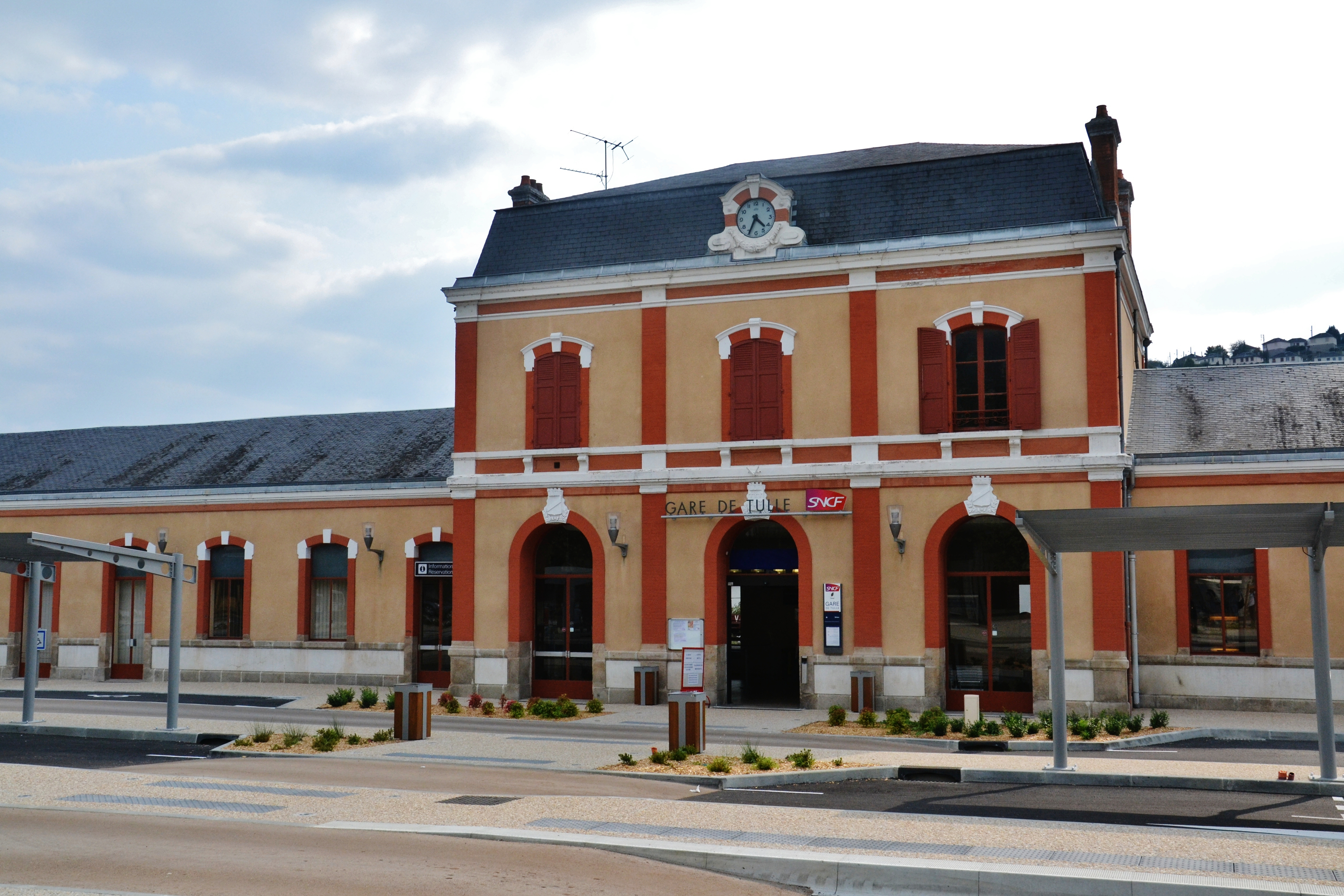
Station Tulle

In de gemeente ligt het spoorwegstation Tulle.

## Sport
Tulle is twee keer etappeplaats geweest in wielerkoers Ronde van Frankrijk. In 1976 won er de Fransman Hubert Mathis en in 1996 de Oezbeek Djamolidin Abdoesjaparov.

## Geboren in Tulle
- Étienne Baluze (1630-1718), bibliothecaris
- Robert Nivelle (1856-1924), generaal in de Eerste Wereldoorlog
- Marie Cuttoli (1879-1973), ondernemer
- Jacques Pills (1906-1970), acteur/zanger
- Éric Rohmer (1920-2010), filmregisseur
- Christian Binet (1947), stripauteur
- Laurent Koscielny (1985), voetballer